# ماسارو يوكوياما
ماسارو يوكوياما (横山克 يوكوياما ماسارو) هو ملحن ياباني ولد في 3 نوفمبر 1982.

## أعماله في السينما اليابانية
- تشيهايافورو
- فاشلة في دور البطولة

## أعماله في الدراما اليابانية
- قرية نابليون
- من أجل N

## أعماله في الأنمي

### مسلسلات أنمي تلفزيونية
- كوينز بليد: المحاربة المتجولة
- كوينز بليد: وريثة العرش
- كوينز بليد: ريبيليون
- أراكاوا أندر ذا بريدج
- أراكاوا أندر ذا بريدج x بريدج
- فريزينغ
- فريزينغ فايبريشن
- ندوة فيزيولوجيا الانحراف
- هنا وهناك
- جوشيراكو
- نوبوناغا ذا فول
- الدمية الآلية لا تنكسر
- كيميكيس pure rouge (بالتعاون مع هيكارو ناناسي ونوريوكي إيواداري)
- نوبوناغا كونشرتو
- كذبتك في أبريل
- يامادا-كن والساحرات السبع
- هايبرديمنشن نيبتونيا ذي أنيميشن (بالتعاون مع كينجي كانيكو و هيرواكي تسوتسومي)
- بلاستيك ميموريز
- البدلة المتنقلة جاندام: أيتام الدم الحديدي
- بوبوكي بورانكي
- بوبوكي بورانكي: عمالقة الكوكب
- قرية الضياع
- أوكالتيك ناين
- مونستر هنتر ستوريز: رايد أون
- WWW.ووركينغ!!
- فيت/أبوكريفا
- قصص فتيات أشباه البشر
- كوزو نو هونكاي
- سيريوس ذا ييغر
- جولييت في المدرسة الداخلية
- الحاكم القواس و فاناديس (بالتعاون مع نوبوأكي نوبوساوا)
- فروتس باسكت (2019)
- التنانين العائمة
- ماغاتسو فارهايت ZUERST
- ساموراي الجمباز
- هوريميا

### أنمي الإنترنت
- مونستر سترايك (الموسم الثالث؛ لوسيفر: ملاك الثأر، لعبة الزفاف، نهاية العالم)

### أوفا أنمي
- كوينز بليد: المحاربات الجميلات

### أفلام أنمي
- نداء القلب (بالتعاون مع ميتو)
- زهور الزجاج و العالم المحطم

## وصلات خارجية
- ماسارو يوكوياما على موقع IMDb (الإنجليزية)
- ماسارو يوكوياما على موقع ميوزك برينز (الإنجليزية)
- ماسارو يوكوياما على موقع قاعدة بيانات الفيلم (الإنجليزية)
- ماسارو يوكوياما على موقع ANN person (الإنجليزية)

- صفحة IMDb